# Steve Jackson (forfatter)
Steve Jackson (født 20. maj 1951) er en britisk forfatter og spildesigner, som var med til at grundlægge Games Workshop. Han deler navn med den amerikanske spildesigner Steve Jackson, som ejer Steve Jackson Games.